# Трубчевская волость
Трубче́вская волость — административно-территориальная единица в составе Почепского уезда Брянской губернии, существовавшая в 1924—1929 годах.
Центр — город Трубчевск.

## История
Волость образована в мае 1924 года путём слияния волостей расформированного Трубчевского уезда: Стрелецкой и частично Селецкой, Семячковской и Усохской, переданных в Почепский уезд. Являлась крупнейшей волостью в уезде и одной из крупнейших в губернии.
В 1929 году, с введением районного деления, волость была упразднена, а на её территориальной основе был сформирован Трубчевский район Брянского округа Западной области (ныне в составе Брянской области).

## Административное деление
По состоянию на 1 января 1928 года, Трубчевская волость включала в себя следующие сельсоветы: Аладьинский, Алешенский, Глыбоченский, Голевский, Грязивецкий, Исаевский, Кветуньский, Любецкий, Масточенский, Могорьский, Молчановский, Ожиговский, Радутинский, Романовский, Селецкий, Семячковский, Сосновский, Субботовский, Телецкий, Теменский, Ужанский, Усохский, Филипповичский.